# Кастера (Горња Гарона)
Кастера (фр. Castéra) насеље је и општина у јужној Француској у региону Миди Пирене, у департману Горња Гарона која припада префектури Тулуз.
По подацима из 2011. године у општини је живело 808 становника, а густина насељености је износила 48,35 становника/km². Општина се простире на површини од 16,71 km². Налази се на средњој надморској висини од 250 метара (максималној 284 m, а минималној 125 m).

## Демографија
| 1962. | 1968. | 1975. | 1982. | 1990. | 1999. | 2011. |
| ----- | ----- | ----- | ----- | ----- | ----- | ----- |
| 282   | 322   | 305   | 395   | 455   | 597   | 808   |

График промене броја становника у току последњих година